# Głęboka (Mazovie)
Pour les articles homonymes, voir Głęboka.
Głęboka (prononciation : [ɡwɛmˈbɔka]) est un village polonais de la gmina de Lutocin dans le powiat de Żuromin de la voïvodie de Mazovie dans le centre-est de la Pologne.
Il se situe à environ 6 kilomètres au nord de Lutocin (siège de la gmina), 11 kilomètres à l'ouest de Żuromin (siège du powiat) et à 124 kilomètres au nord-ouest de Varsovie (capitale de la Pologne).

## Histoire
De 1975 à 1998, le village appartenait administrativement à la voïvodie de Ciechanów.